# Festuca breviglumis
Festuca breviglumis är en gräsart som beskrevs av Jason Richard Swallen. Festuca breviglumis ingår i släktet svinglar, och familjen gräs. Inga underarter finns listade i Catalogue of Life.